# Arse Simatorkis
Arse Simatorkis is een bestuurslaag in het regentschap Padang Lawas van de provincie Noord-Sumatra, Indonesië. Arse Simatorkis telt 844 inwoners (volkstelling 2010).